# La balada de Galaver
La Balada de Galaver es la decimotercera producción discográfica de Arturo Meza. Fue grabada en Monterrey Nuevo León en los estudios Rider, mezclado por Gilberto Novelo y Antonio Maldonado, producido por Alejandro Ruiz, editado por Rock and Roll Circus en 1993 y en lo sucesivo por Gente de México. Su portada es una desconcertante fotografía de Yolanda Leal Cavazos.

## Lista de canciones
- Poeta de ningún lugar
- La cena del chacal
- El grito
- Madre
- La ventana
- Si tuviera un corazón
- Agua en el desierto
- Yo no ero

## Músicos
Daniel Arizpe: acordeón
Blu: saxofón
Laura Herrera: batería
Juan Maldonado: bajo
Abel Maldonado: teclado
Gilberto Novelo: solos de guitarra acústica y eléctrica
Arturo Meza: Guitarra acústica, voz.

## Datos adicionales
- El texto de la canción "Madre" es del poeta infrarrealista Pedro Damián Massón
- El disco originalmente se llamaba El grito, pero su autor decidió el nombre basado en la broma que implica repetir la palabra "galaver".
- La canción Poeta de ningún lugar, una de las más famosas de Meza, ha sido reversionada por Juan Hernández y su banda de blues.

- Datos: Q5965770